# Natalia Barbu
Natalia Barbu (Bălți, 22 augustus 1979) is een Moldavische zangeres.
Haar succes is voornamelijk voortgekomen uit het uitbrengen van haar single Ingerul meu in Roemenië waarmee ze elf weken lang in de Roemeense Top 100 heeft gestaan.
Ze vertegenwoordigde Moldavië op het Eurovisiesongfestival 2007 met het nummer Fight, waarmee ze de 10e plek met 109 punten behaalde.
In 2024 won Barbu Etapa Națională 2024 met het lied In the Middle, waarmee ze Moldavië mocht vertegenwoordigen op het Eurovisiesongfestival 2024. Ze kon er niet doorstoten tot in de finale.
2005: Zdob și Zdub · 
2006: Arsenium & Natalia Gordienko · 
2007: Natalia Barbu · 
2008: Geta Burlacu · 
2009: Nelly Ciobanu · 
2010: SunStroke Project & Olia Tira · 
2011: Zdob și Zdub · 
2012: Pasha Parfeny · 
2013: Aliona Moon · 
2014: Cristina Scarlat · 
2015: Edoeard Romanjoeta · 
2016: Lidia Isac · 
2017: SunStroke Project · 
2018: DoReDoS · 
2019: Anna Odobescu · 
2021: Natalia Gordienko · 
2022: Zdob și Zdub & Frații Advahov · 
2023: Pasha Parfeny · 
2024: Natalia Barbu
- MusicBrainz: 4af46e6b-6bd3-4dbe-9eee-cb6c122dd175
- Virtual International Authority File: 8149294098480520813